# 進修學校
進修學校，又称補習學校、補校，是指在义务教育之外提供基础教育的学校。

## 成因
- 自國民政府遷台後，早期因戰亂、生活困頓以致失學或輟學的人民無法在工作之餘來繼續就學，故政府辦理小學補校、國中補校、高中補校等，原大學夜間部亦改成進修部等。
- 實施範圍：中華民國臺灣地區。

## 分類
- 依中華民國教育部《教育部補習及進修辦法》第三條：補習及進修教育區分為國民補習教育、進修教育及短期補習教育三種；凡已逾學齡未受九年國民教育之國民，予以國民補習教育…。
- 國小進修學校(補校)：屬成人教育，以國小的課程為主，在夜間上課，但會精簡在每週20節內完成。
- 國中進修學校(補校)：屬成人教育，以國中的課程為主，在夜間上課，但會精簡在每週20節內完成。
- 高中進修學校之一(補校)：屬成人教育，以招收20歲以上，並以高中的課程為主，在夜間上課，但會精簡在每週20~25節內完成。
- 高中職進修學校之二(日、夜間部之夜間部)：屬高中職升學系統之一，屬建教合作或正規教育之一環，招收年滿15歲以上、具有國中畢業或同等學力之學生。